# 羽叶矮探春
羽叶矮探春（学名：Jasminum humile f. wallichianum）为木犀科素馨属矮探春下的一个变型。分布于尼泊尔以及中国大陆的西藏等地，目前尚未由人工引种栽培。

## 扩展阅读
- 維基物種上的相關：羽叶矮探春